# 美鹿の台
美鹿の台（みかのだい）は、奈良県生駒市の町名。郵便番号630-0116。

## 地理
生駒市の北東部に位置し、鹿畑町・鹿ノ台南と隣接している。富士住建により開発された。

## 歴史
- 2006年（平成18年） - 鹿畑町の一部が美鹿の台となる[6]。

## 世帯数と人口
2019年（令和元年）10月1日現在の世帯数と人口は以下の通りである。
| 町丁     | 世帯数  | 人口    |
| -------- | ------- | ------- |
| 美鹿の台 | 350世帯 | 1,263人 |

## 事業所
2016年（平成28年）現在の経済センサス調査による事業所数と従業員数は以下の通りである。
| 町丁     | 事業所数 | 従業員数 |
| -------- | -------- | -------- |
| 美鹿の台 | 2事業所  | 4人      |

## 交通

### 鉄道
域内に鉄道は通っていない。最寄駅は近鉄けいはんな線学研奈良登美ヶ丘駅。

### 道路
- 国道163号